# Martin Zimmermann (Politiker)
Josef Martin Zimmermann (* 19. Dezember 1819 in Ennetbürgen; † 28. Mai 1879 ebenda) war ein Schweizer Politiker. Von 1877 bis 1879 gehörte er als Vertreter der Konservativen dem Regierungsrat des Kantons Nidwalden an.

## Leben
Martin Zimmermann wurde als Sohn des Melch(ior) Zimmermann und der Anna Maria Käslin auf dem Hof Leh in Ennetbürgen geboren. Er erhielt nur wenig Schulbildung. Hauptsächlich half er seinen Eltern bei der Landarbeit und beim Ziegen hüten. Weil die Eltern vierzehn Kinder hatten, wurde der «Lehmarti» genannte Bub elfjährig als Knecht zum Nachbarhof Buochli geschickt. Später kam Zimmermann für drei Jahre als Senn auf den Hof «Wyden» (heute Widen) in Obbürgen zum Ratsherren Franz Josef Flüeler. Dieser sorgte dafür, dass der junge Mann besser lesen und schreiben lernte. Martin Zimmermann kaufte von seinen Ersparnissen als Knecht und Senn den Hof «Blatti» in Ennetbürgen, wo einen Spezereiladen eröffnete und im Milchgeschäft tätig war. Später erwarb er auch noch den Hof «Buochli», wo er einst als Knecht gearbeitet hatte. Dort starb Zimmermann im Jahr 1879. 
Martin Zimmermanns politische Laufbahn begann im Jahr 1855. Er wurde von den Ennetbürgern zum Ratsherrn gewählt. Zwei Tage später zudem in den Gemeinderat. Und mehrmals Gemeindepräsident von Ennetbürgen. Auf Gemeindeebene war Martin Zimmermann ausserdem Mitglied im Armenrat (später Armenpräsident) und Kirchenrat (später Kirchmeier, Präsident des Kirchenrats). Im Jahr 1876 wurde er Mitglied im Nidwaldner Verfassungsrat. An der Landsgemeinde 1877 wurde Zimmermann vom Volk in den Regierungsrat gewählt. Zwei Jahre später starb er als Mitglied der Nidwaldner Regierung im Amt.
Martin Zimmermann heiratete im Jahr 1853 Josefa Bünter. Aus dieser Ehe stammen sieben Kinder (fünf Söhne und zwei Töchter). Zwei Söhne starben als Kleinkinder. Sein Sohn Josef Maria Zimmermann war ebenfalls Ratsherr.

## Quelle
- Neues Stammbuch. Band VI, Zimmermann I, 105 (7) (Seite 87).